# Martín Santos Romero
Martín Santos Romero fue un político español, alcalde de Valladolid entre 1965 y 1971.

## Biografía
Nacido el 17 de octubre de 1910 en Valladolid, se doctoró en ciencias químicas y farmacia. Ejerció toda su vida como catedrático de Física y Química en el INEM "Zorrilla" de Valladolid del cual fue Director durante muchos años y como profesor de la Facultad de Ciencias de la Universidad de Valladolid. Por su amor a su ciudad natal aceptó desempeñar el cargo de alcalde de Valladolid desde el 11 de junio de 1965 hasta el 12 de agosto de 1971, durante los gobiernos civiles de José Pérez Bustamante y Alberto Ibáñez Trujillo. Su mandato se significó principalmente por su labor promotora de la enseñanza. En calidad de edil, fue procurador nato en las Cortes franquistas entre 1965 y 1971.
Sepultado en el cementerio del Carmen de la capital vallisoletana, comparte sepultura con el poeta Francisco Pino. Da nombre a una calle del barrio de Parquesol.

## Distinciones
- Encomienda con Placa de la Orden Civil de Alfonso X el Sabio (1967)[7]
- Gran Cruz de la Orden del Mérito Militar, con distintivo blanco (1970)[8]
- Medalla de Oro de Valladolid (1972)[3]